# ثانوية مارجوري ستونمان دوغلاس

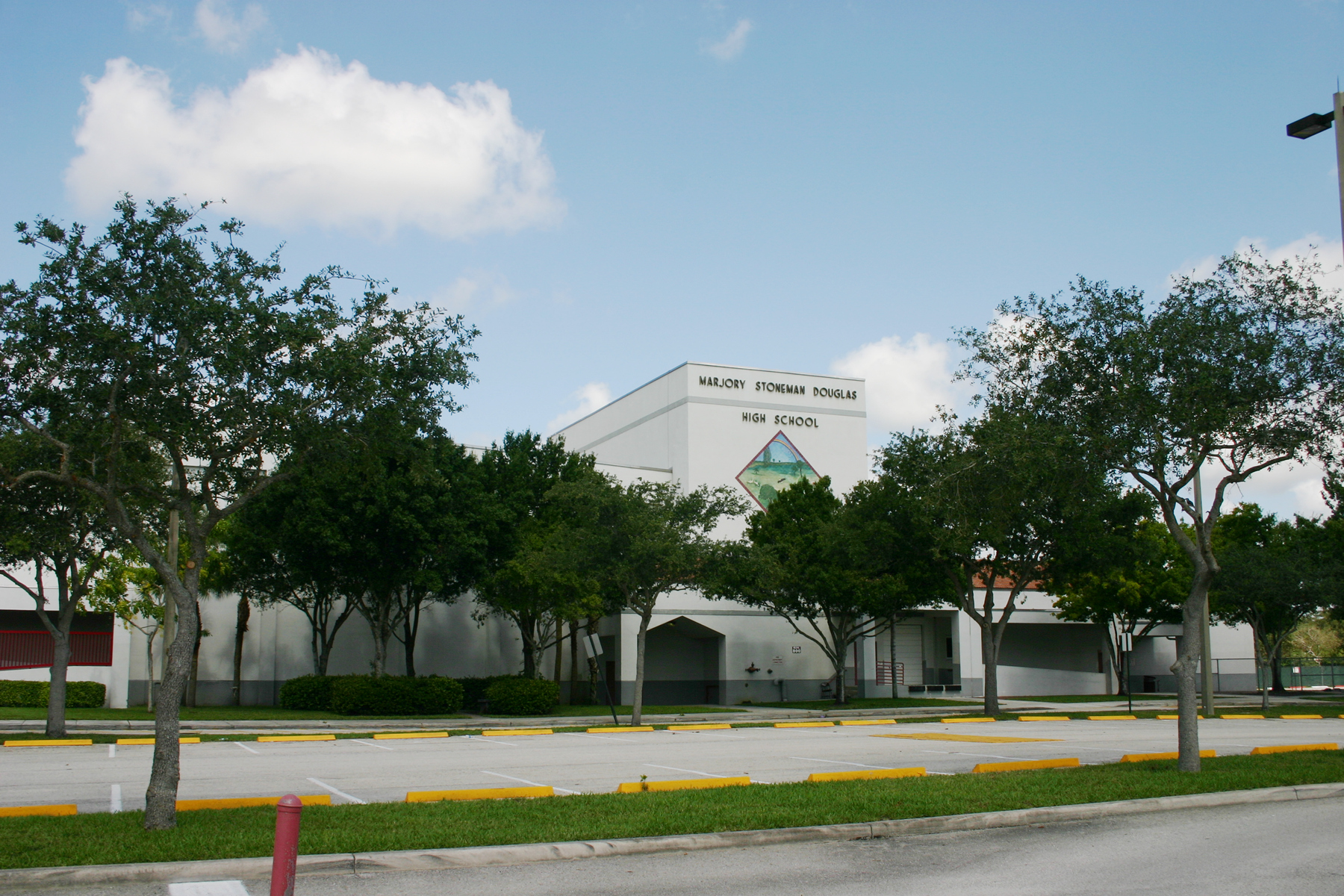
صورة للثانوية

تقع ثانوية مارجوري ستونمان دوغلاس في مدينة باركلاند، بولاية فلوريدا الأمريكية، وهي جزء من مدارس مقاطعة بروارد المقاطعة العامة، وهي المدرسة الثانوية العامة الوحيدة في باركلاند. افتتحت المدرسة عام 1990 للطلاب من الصف التاسع (عمر 14-15 سنة) حتى الصف الحادي عشر (عمر 16-17 سنة)، تتوزع التركيبة العرقية للمدرسة بنسبة 59% بيض و12% سود و20% هسبانيين و7% آسيويين ونسبة 2% متعددة الأعراق.

## مجزرة 14 فبراير 2018
في 14 فبراير 2018، حصل حادث إطلاق نار في ثانوية مارجوري ستونمان دوغلاس. مما أسفر عن مقتل 17 شخصًا في هذه العملية، واعتقلت الشرطة المشتبه بارتكابه الحادث اسمه نيكولاس كروز، وله من العمر 19 عاما، وكان تلميذا سابقا في المدرسة نفسها سبق أن طرد منها. ويقال أن كروز عضوا في منظمة جمهورية فلوريدا المتطرفة.

## وصلات خارجية
- الموقع الرسمي
- (بي بي سي) 17 قتيلا على الأقل في إطلاق نار في مدرسة ثانوية بولاية فلوريدا الأمريكية